# 厚环乳牛肝菌
厚环乳牛肝菌（Suillus grevillei）是一种蕈類，其於秋季一般生于林中地上，而且是单生、群生或丛生，厚环乳牛肝菌可食用。中國貴州的贵阳、遵义、安顺、毕节等地生長有有厚环乳牛肝菌。